# Amphibiendurchlass

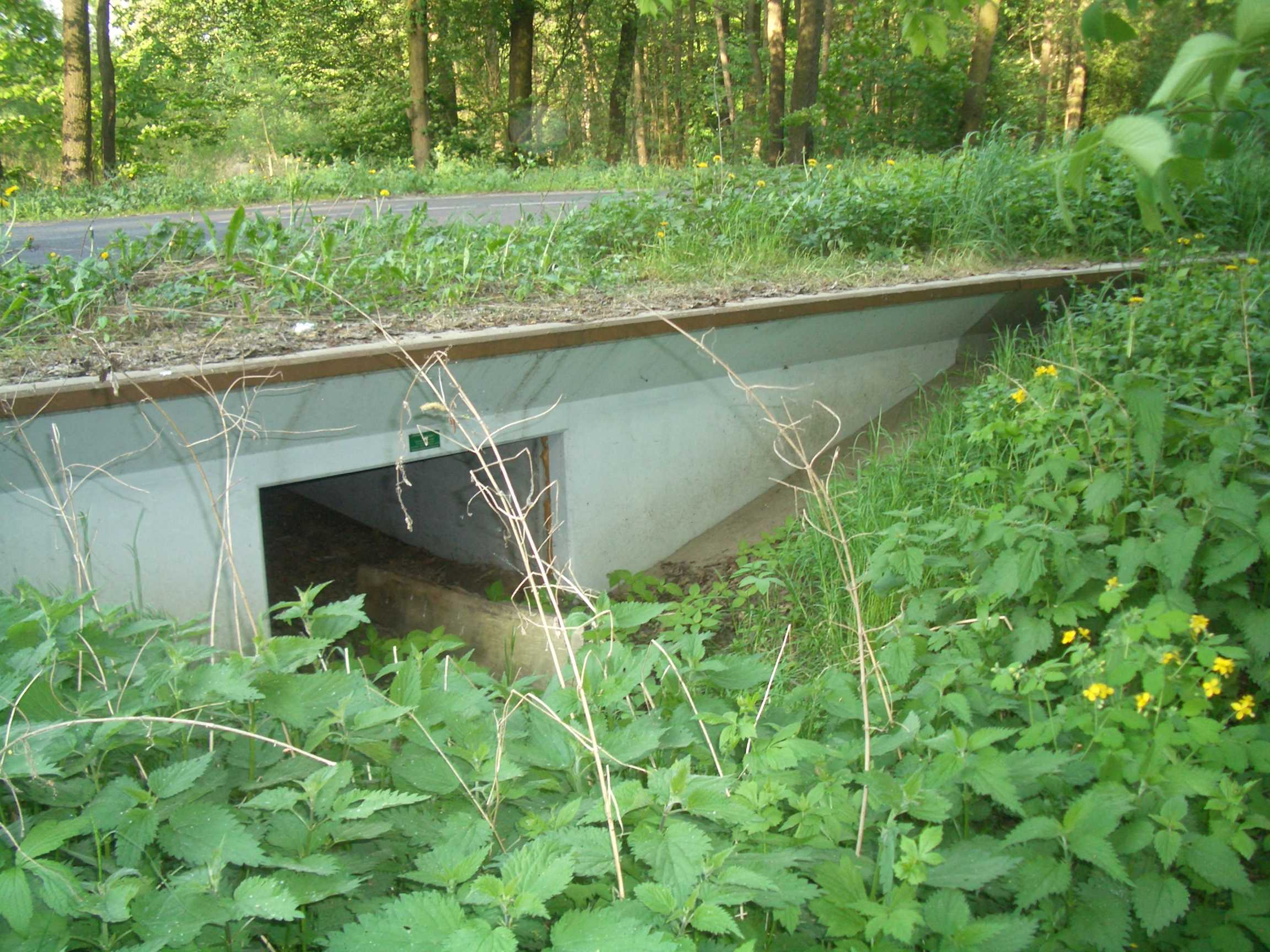
Amphibientunnel bei Berlin-Buch Tegethof 2006

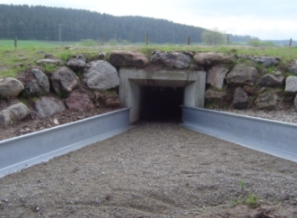
Amphibientunnel bei Furtwangen

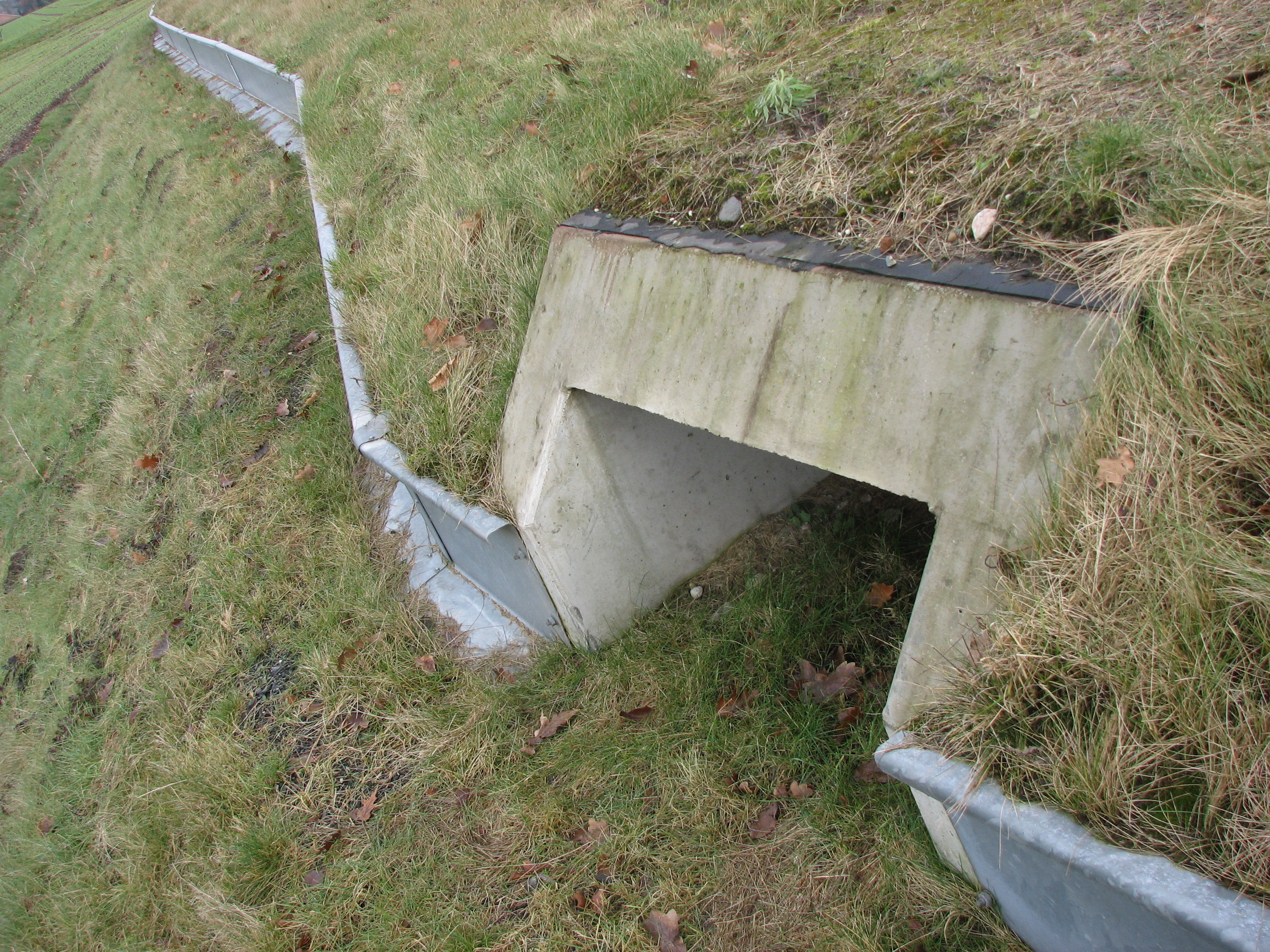
Amphibientunnel bei Schloss Diepenbrock in Bocholt

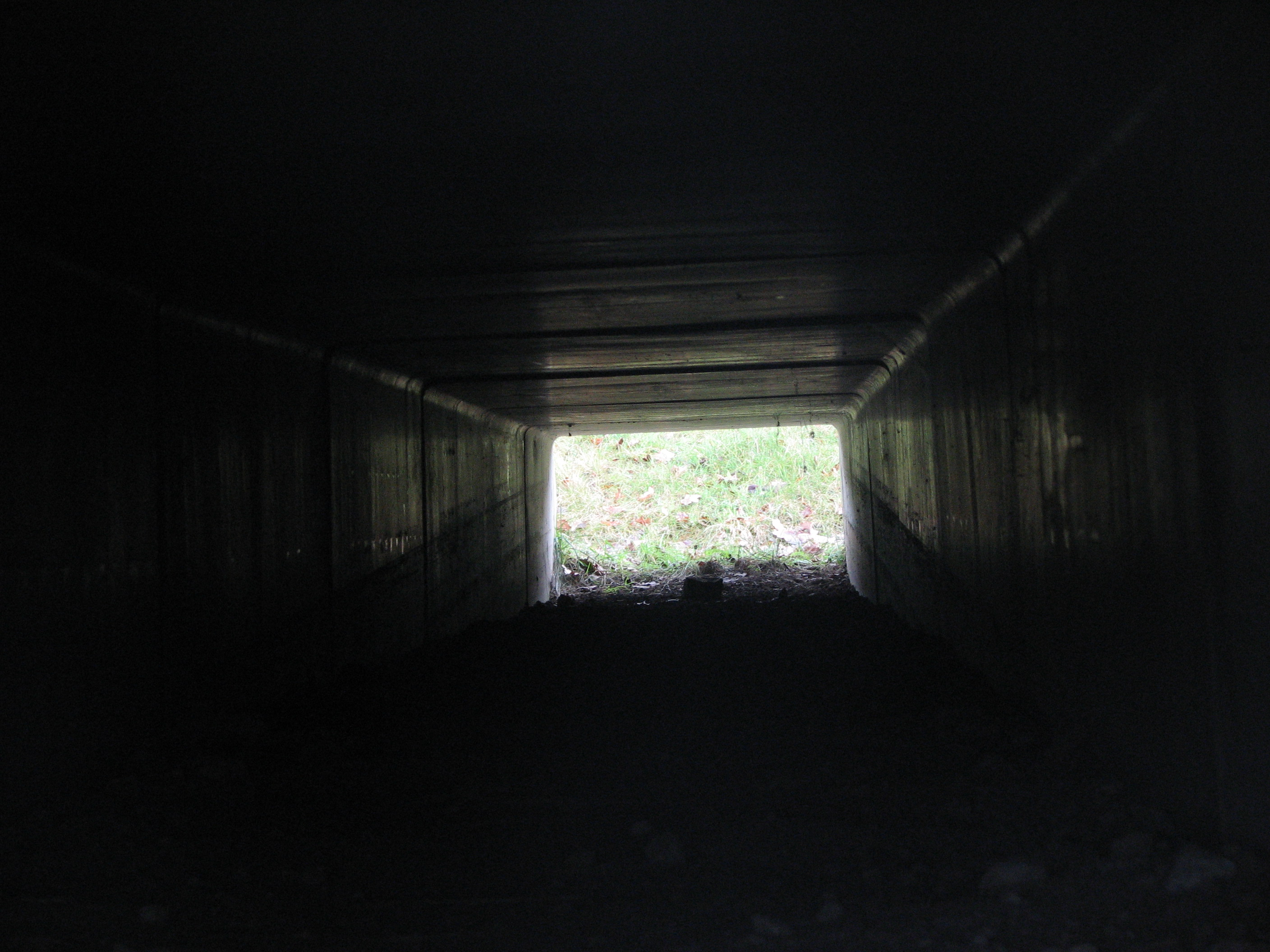
Blick durch Amphibientunnel bei Schloss Diepenbrock in Bocholt

Amphibiendurchlässe (umgangssprachlich auch Krötentunnel) sind Röhren aus Beton oder Stahl, die als Tierquerungshilfen für Amphibien quer oder schräg in den Straßenkörper eingebaut sind, um der Landschaftszerschneidung durch die Verkehrstrassen entgegenzuwirken.
Neben dieser Zielgruppe werden die Durchlässe auch von manchen Arten der Kleinsäuger, Reptilien und Wirbellosen angenommen, unter Letzteren besonders Arten der Insekten (z. B. verschiedene Käfer) und Schnecken. Hat der Tunnel nicht nur Amphibien als Zielgruppe, wird der allgemeinere Begriff Kleintierdurchlass verwendet.

## Anforderungen an Amphibiendurchlässe
- Die lichte Weite der Durchlässe muss bei einer Länge bis 20 m mindestens 1 m betragen. Bei längeren Durchlässen sind größere lichte Weiten erforderlich
- Querungshilfen für Amphibien sind in Wanderrichtung der Tiere ca. alle 30 m einzubauen und mit einer ebenen Laufsohle im Durchlass auszustatten.

## Leiteinrichtung
Amphibienleiteinrichtungen hindern die Tiere am freien Zugang zur Straße und führen sie zu den Durchlässen. An Leiteinrichtungen werden folgende Anforderungen gestellt: 
- Ein lückenloses Anbinden der Leiteinrichtungen an die Durchlässe ist unerlässlich.
- Leiteinrichtungen sind mit Übersteigschutz und hindernisfreiem Laufweg auszustatten.
- Leiteinrichtungen müssen dicht mit dem Boden abschließen, so dass kein Untergraben möglich ist (Untergrabungsschutz).
- Ein straßenparalleler Verlauf der Leiteinrichtung muss durch rechtwinklig dazu angeordnete Leitstrukturen an den Tunnelöffnungen ergänzt werden
- Beim Straßenneubau sind Querungshilfen für Amphibien und Kleintiere frühzeitig zu errichten und bereits vor Verkehrsfreigabe betriebsbereit zu halten.

## Normen und Standards
Deutschland
- Bundesministerium für Verkehr, Bau- und Wohnungswesen (Hrsg.): Merkblatt zum Amphibienschutz an Straßen (kurz MAmS), Bonn 2000 (PDF; 1,5 MB).

Österreich
- Forschungsgesellschaft Straße – Schiene – Verkehr (Hrsg.): Amphibienschutz an Straßen. RVS 04.03.11, FSV-Verlag, 2003.

Schweiz
- SN 640 697: Amphibienschutz – Grundnorm
- SN 640 698: Amphibienschutz – Projektierung
- SN 640 699: Amphibienschutz – Maßnahmen